# Partido Nacional Republicano (Estados Unidos)

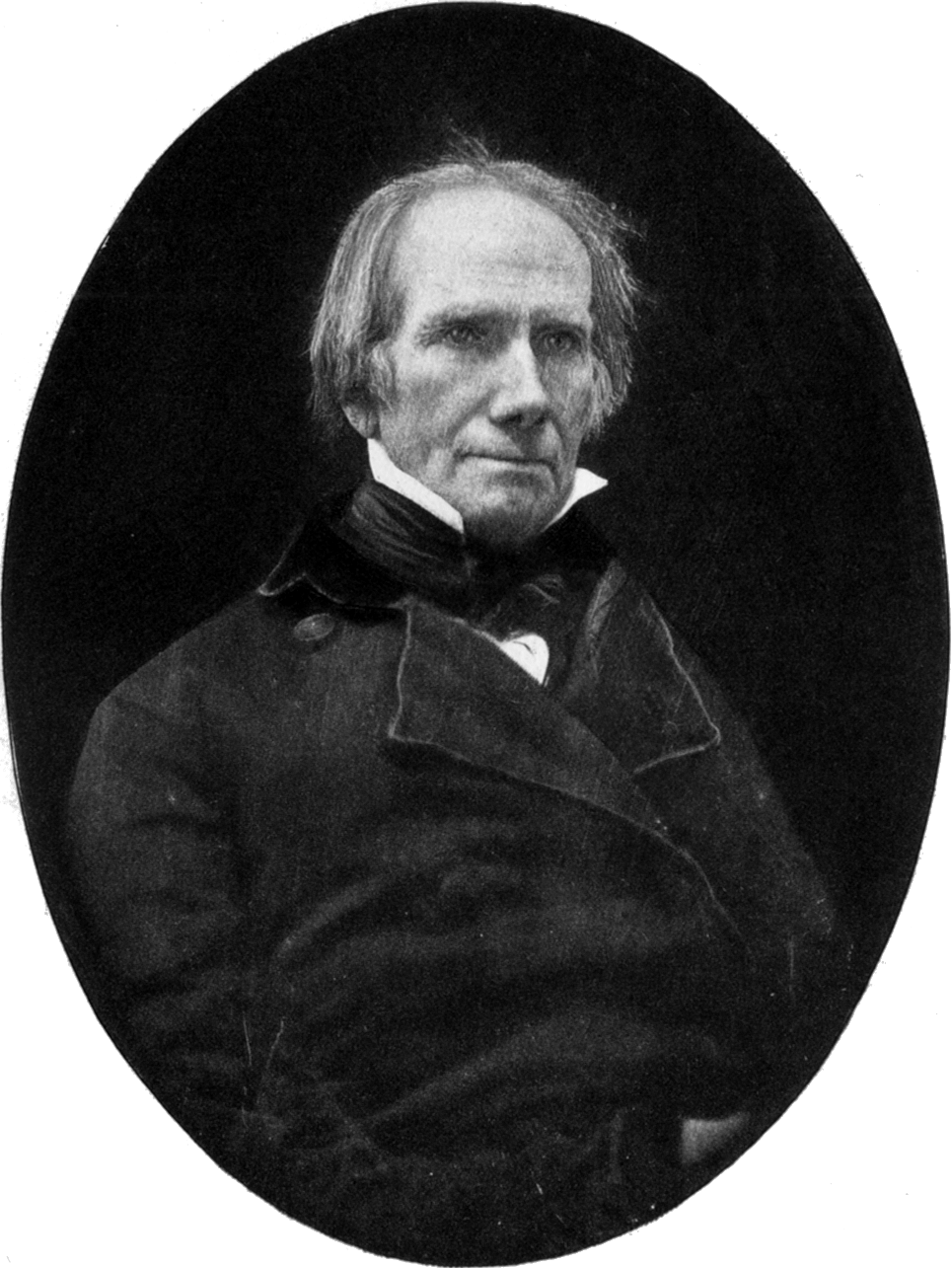
Daguerreótipo de Henry Clay.

O Partido Nacional Republicano foi um partido político dos Estados Unidos activo entre os anos de 1825 a 1833.
Antes da chegada de John Quincy Adams à presidência em 1825, o Partido Democrata-Republicano, que durante uma década tinha sido o único partido a nível nacional, estava à beira de desaparecer, perdendo a sua infraestrutura e identidade. Já nem se reuniam caucus para eleger candidatos. Depois da eleições presidenciais de 1824, as facções dividiram-se em partidários de Adams e partidários de Andrew Jackson. Os partidários de Adams, incluindo a maioria dos antigos Federalistas (como Daniel Webster e o próprio Adams) acabaria por criar o Partido Nacional Republicano; aqueles que apoiavam Jackson ajudariam mais tarde à criação do moderno Partido Democrata.
A coligação ad hoc que apoiou John Quincy Adams desfez-se quando este perdeu a reeleição em 1828. A oposição a Jackson, o novo presidente, agrupou-se no Partido Nacional Republicano criado e dirigido por Henry Clay. Este partilhava o mesmo ponto de vista nacionalista que os partidários de Adams, e queria utilizar os recursos nacionais para construir uma economia forte. O seu programa baseava-se no Sistema Americano de melhorias internas financiadas pelo estado e na aplicação de dispositivos proteccionistas, que fomentariam um rápido desenvolvimento económico. E, mais importante, com a união dos diversos interesses das diferentes regiões, o partido tinha a intenção de promover a unidade nacional e a harmonia. O Partido Nacional-Republicano via a União como um todo. Por isso, as bases idealizaram Clay pela sua perspectiva sobre os interesses nacionais. Por outro lado, desprezavam aqueles políticos que antepunham os interesses locais aos nacionais.
O partido convocou uma Convenção Nacional em finais de 1831 e elegeu Clay como candidato à presidência e John Sergeant como seu vice-presidente. O Partido Whig surgiu entre 1833 e 1834 após a derrota de Clay, e foi uma coligação de Nacional Republicanos, juntamente com anti-maçónicos, políticos contrários a Jackson, e outros cuja última actividade política foi com os Federalistas uma década antes.